# Косостеблик споріднений
Косостеблик споріднений (Plagiomnium affine) — вид мохів порядку головмохальних (Bryales).

## Поширення
Ареал охоплює такі частини світу: Європа, Північна Америка, Азія.
Віддає перевагу вологим, як правило, багатим поживними речовинами лісовим ґрунтам. Росте в тінистих місцях лісу, але його також можна зустріти на узбіччях доріг, на каменях або насипах.

## Галерея

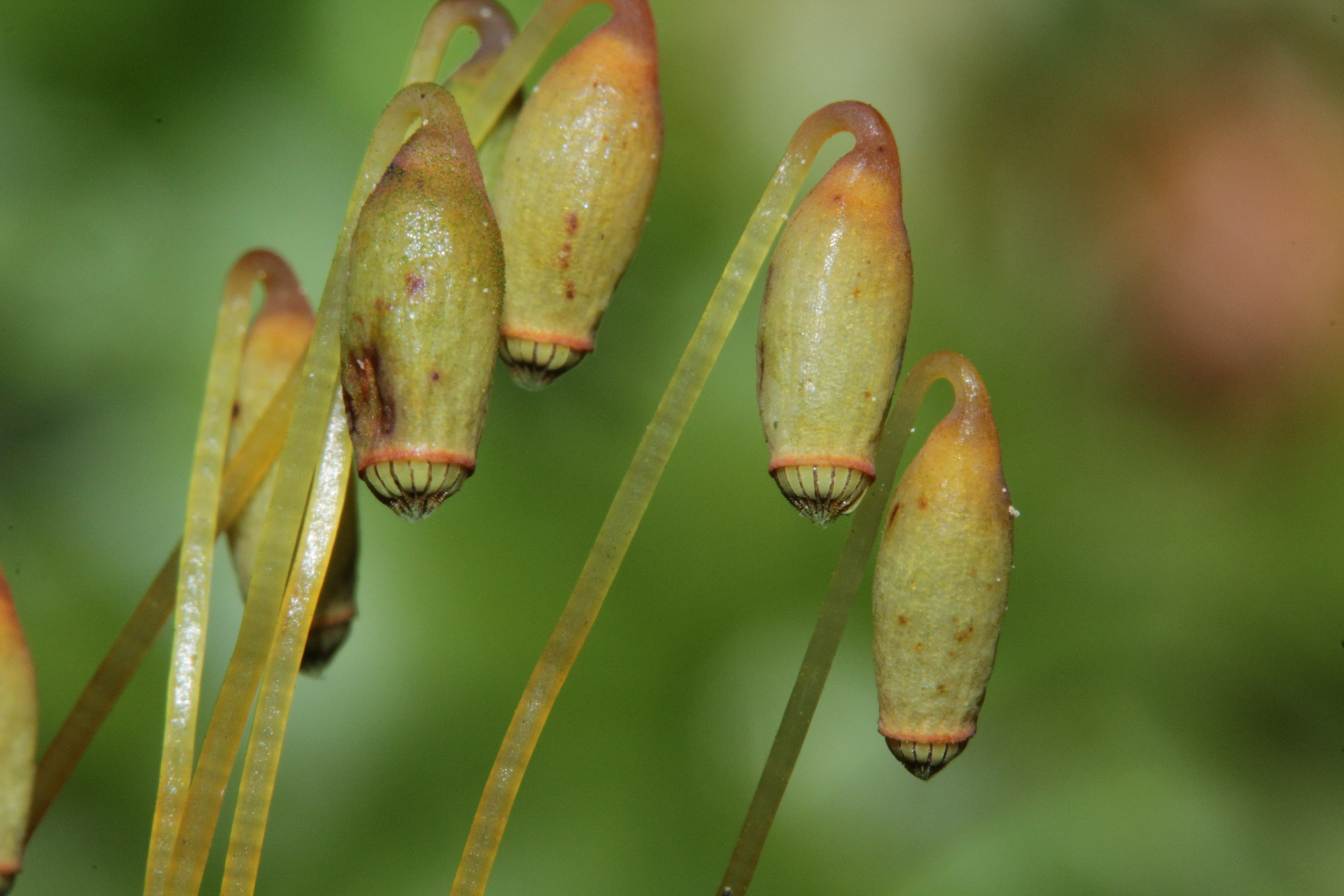
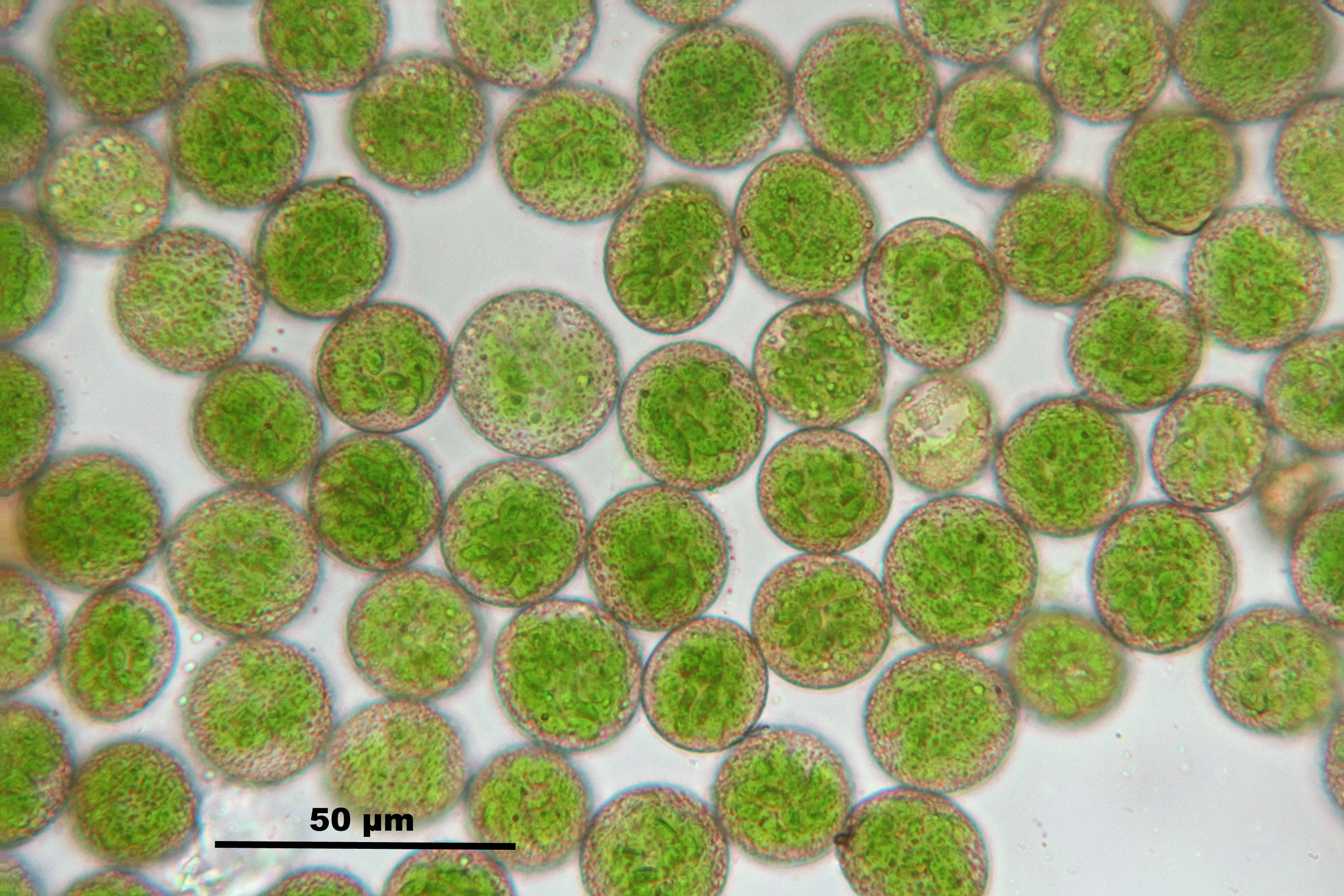

## Характеристика
Plagiomnium affine може виростати до 10 см у висоту. Стебла прямовисні чи лежачі. Листки сплощені, округло-яйцеподібні, чітко зубчасті чи зазубрені по краю; листова жилка закінчується трохи нижче або на кінчику листа. Плодючі рослини мають пучкові листки та утворюють від одного до трьох спорогонів, які виростають з однієї листкової розетки.